# ميلو غودريش
ميلو غودريش هو محامي وسياسي أمريكي، ولد في 3 يناير 1814، وتوفي في 15 أبريل 1881. نشط حزبياً في الحزب الجمهوري. وقد انتخب عضو مجلس النواب الأمريكي ‏.